# Брунате
Брунате (на италиански: Brunate) е малък град и община в Северна Италия.

## География
Градчето е разположено между южния бряг на езерото Лаго ди Комо и град Комо (Италия) на провинция Комо в област (регион) Ломбардия. Разстоянието от Брунате до езерото Лаго ди Комо е 3 km на север, същото разстояние от 3 km е и от Брунате до град Комо в южна посока.
Население 1769 жители към 31 декември 2009 г.

## История
Брунате получава статут на град през 1770 г.

## Личности
живели в Брунате
- Алесандро Волта (1745 – 1827), италиански физик

починали в Брунате
- Пенчо Славейков (1866 – 1912), български писател